# جمال تورانس
جمال تورانس (بالإنجليزية: Jamaal Torrance)‏ هو منافس ألعاب قوى أمريكي، ولد في 20 يوليو 1983 في أورلاندو في الولايات المتحدة.

## وصلات خارجية
- جمال تورانس على موقع الاتحاد الدولي لألعاب القوى (الإنجليزية)
- جمال تورانس على موقع الاتحاد الأمريكي لسباقات المضمار والميدان (الإنجليزية)
- جمال تورانس على موقع الدوري الماسي (الإنجليزية)